# 平民女校旧址

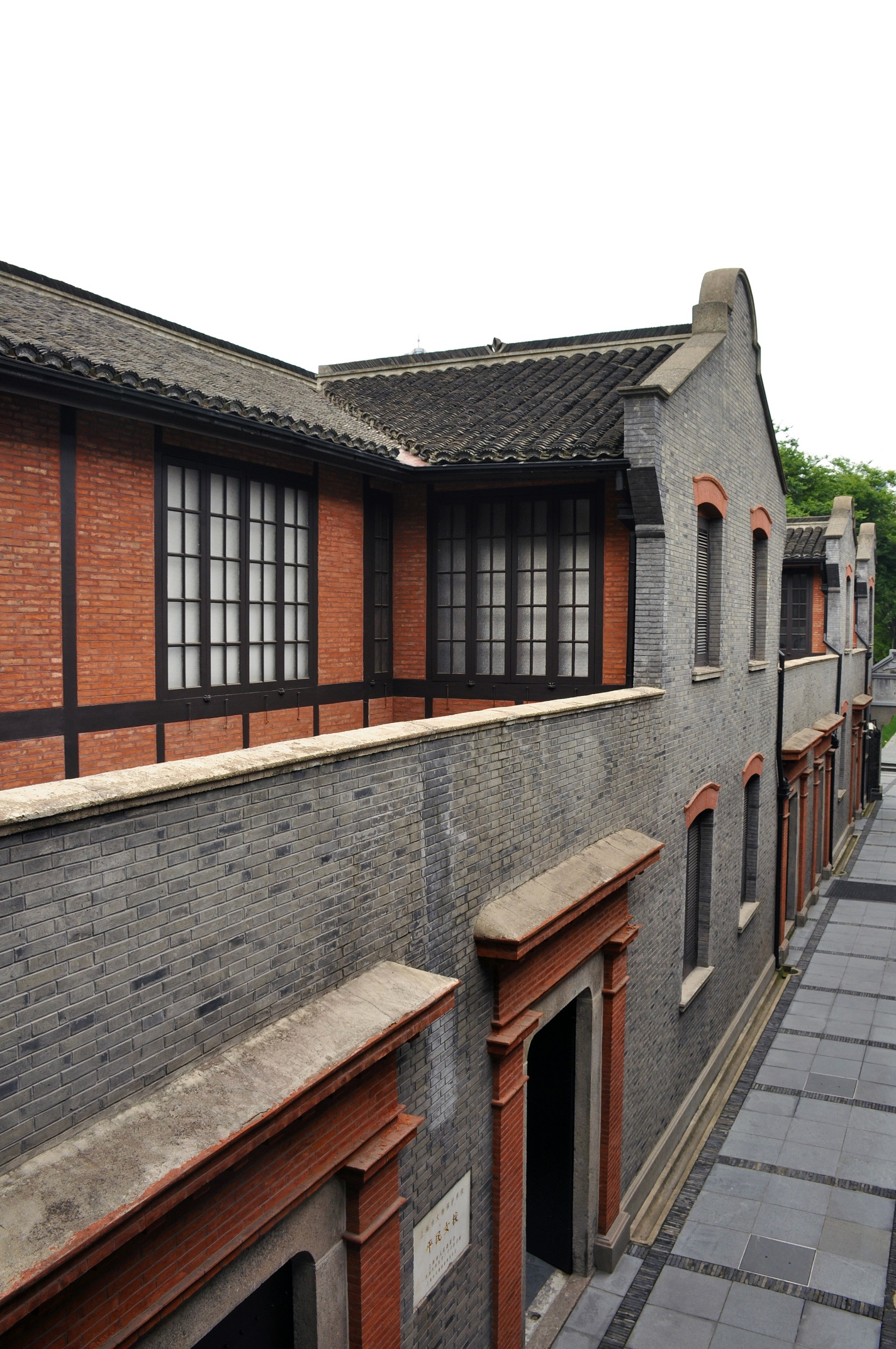

平民女校旧址	是中国上海的一处遗址纪念地，位于静安区南京西路街道成都北路7弄42－44号（原南成都路辅德里632号），是一幢二楼二底、坐北朝南的旧式石库门里弄住宅。 
平民女校是一所中共创办的妇女干部学校，半工半读，成立于1922年2月，校长李达。学生有30人左右，分高低两个班，学生有王会悟、王一知、丁玲、高君曼等。陈独秀、张太雷、陈望道、邵力子、高语罕、沈雁冰、沈泽民、张秋人、柯庆施等都曾担任教员。平民女校经常开办时事政治讲座，组织学生上街演讲，参加罢工，校内还附设一个手工工场。1922年底，学校因经费问题停办，一部分学生转入上海大学继续学习。
1959年5月26日和1984年5月4日，平民女校旧址列为上海市文物保护单位。